# 惹化·莫哈末
拿督惹化·莫哈末（1838年—1919年7月3日）是柔佛苏丹国（今属马来西亚）首任州务大臣，从1886年起就任州务大臣至逝世，是柔佛歷史上任期最长的州务大臣。

## 家族
- 长子慕斯达化·惹化，第4任柔佛州务大臣[2]
- 次子阿都拉·惹化，第3任柔佛州务大臣[2]
- 儿子翁惹化 - 巫统创办人及第7任柔佛州务大臣[3]
  - 孙子敦胡先翁 - 巫统第四任主席和第三任马来西亚首相[3]
    - 曾孙希山慕丁·胡先 - 马来西亚国防部长[3]
      - 玄外孙翁哈菲兹 - 第19任柔佛州务大臣，希山慕丁·胡先外甥[4]